# 버틀러: 대통령의 집사
《버틀러: 대통령의 집사》(영어: The Butler, 전체 제목 영어: Lee Daniels' The Butler)는 2013년에 개봉한 미국의 역사 드라마 영화로, 리 대니얼스가 연출 및 제작을, 대니 스트롱이 각본을 맡았다. 윌 헤이굿의 워싱턴 포스트 기사 〈A Butler Well Served by This Election〉으로부터 영감을 얻었다.
유진 앨런의 실제 삶을 바탕을 한 이 영화에서 포리스트 휘터커는 백악관에서 집사로 근무한 34년 동안 20세기 중요 정치 및 사회 사건들을 목격하는 아프리카계 미국인 세실 게인스 역을 연기하였다. 그 외에 오프라 윈프리, 존 큐색, 제인 폰다, 앨릭스 페티퍼, 큐바 구딩 주니어, 테런스 하워드, 레니 크래비츠, 제임스 마즈든, 데이비드 오옐로워, 버네사 레드그레이브, 앨런 리크먼, 리에브 슈라이버, 로빈 윌리엄스, 밍카 켈리, 머라이어 케리 등이 출연했다. 로라 지스킨이 2011년 사망 전 마지막으로 제작한 영화이기도 하다.
2013년 8월 16일 미국에서 와인스틴 컴퍼니를 통해 극장 개봉하였으며, 비평가들로부터 대부분 긍정 평가를 받았고, 전 세계적으로 제작비 3,000만 달러 대비 1억 7,730만 달러의 수익을 벌어들였다.

## 줄거리
2009년. 나이가 든 세실 게인스는 백악관에서 새로 당선된 대통령을 만나려고 기다리며 지난 삶을 반추한다.
세실은 조지아주 메이컨 플랜테이션에서 소작인 부부의 자녀로 태어난다. 1926년 일곱 살 때 주인이 어머니 해티를 강간하고 이에 맞선 아버지 얼을 살해한다. 저택 관리인은 세실을 하인으로 훈련시키기 시작한다.
1937년 18살이 된 세실은 플랜테이션을 나와 워싱턴 D.C. 호텔을 거쳐 1957년 드와이트 D. 아이젠하워 시절 백악관에 취직한다. 세실은 아이젠하워가 공권력을 동원해 리틀록 고등학교에 흑백 통합을 관철시키길 주저하다가 법 집행을 결심하는 걸 목격한다. 장남 루이스는 남부 기독교 지도 회의에 들어가 인종 분리 식당에 앉아 비폭력 농성을 벌이다가 체포된다.
1961년 존 F. 케네디가 취임하고, 루이스를 비롯한 자유의 기수(Freedom Riders) 멤버들이 앨라배마주 버밍햄에서 쿠 클럭스 클랜에게 공격을 받는다. 1963년 루이스는 버밍햄 캠페인에 참석하고, 이들의 행진을 저지하기 위해 개와 물대포가 동원된다. 이에 고무된 케네디는 1964년 민권법을 제안하는 연설을 한다.
케네디가 암살된 후 후임 린든 B. 존슨이 해당 법률을 제정한다. 재클린 케네디는 세실에게 호의의 표시로 케네디가 착용하던 넥타이를 건넨다. 1965년 루이스는 셀마 몽고메리 행진에 참여하고 이에 영감을 받은 존슨은 의회에 1965년 선거권법 제정을 요청한다. 존슨은 세실에게 넥타이핀을 선물한다.
마틴 루서 킹 주니어가 암살된 후 1960년대 후반 흑표당에 가입한 루이스가 체포된다. 루이스를 집에서 쫓아낸 세실은 리처드 닉슨에게 흑표당 진압 계획이 있음을 알게 된다.
베트남 전쟁에 참전한 차남 찰리가 사망해 알링턴 국립 묘지에 묻힌다. 폭력에 기대는 흑표당에서 나온 루이스는 정치학 석사를 따고 의회 출마를 준비한다.
세실은 상관에게 백악관 흑인 직원들이 봉급과 승진에서 차별을 받고 있음을 지적하고, 로널드 레이건의 지지를 받는다. 평판이 높아진 세실은 국빈 초대 만찬에까지 초청을 받는다. 하지만 세실은 백악관 내에 계급 분화가 존재함을 불편하게 여긴다. 레이건이 아파르트헤이트가 진행 중인 남아프리카 공화국에 경제 제재 내리기를 거부하자 세실은 사직한다. 루이스가 그간 영웅에 가까운 행보를 보여 왔다는 걸 깨달은 세실은 아파르트헤이트 반대 시위에 루이스와 함께 한다. 부자는 나란히 체포돼 함께 유치장에 갇힌다.
2008년 버락 오바마가 미국 최초 흑인 대통령으로 당선된다. 두 달 후 세실은 케네디와 존슨에게서 받았던 물품들을 착용하고 오바마를 만나기 위해 백악관 복도를 걸어 나간다.

## 출연진
세실 게인스
- 포리스트 휘터커 - 세실 게인스 역[6]
  - 마이클 레이니 주니어 - 7세의 세실 역
  - 어멜 어민 - 18세의 세실 역

세실 게인스 개인 삶 주변 인물
- 오프라 윈프리 - 글로리아 게인스 역[6]
- 데이비드 오옐로워 - 루이스 게인스 역[6]
- 일라이자 켈리 - 찰리 게인스 역[14]
  - 아이작 화이트 - 10세의 찰리 역
- 앨릭스 페티퍼 - 토머스 웨스트폴 역[6]: 세실의 어머니를 강간한 후 얼을 살해한, 잔혹한 플렌테이션 농장주.
- 데이비드 배너 - 얼 게인스 역[14]: 세실의 아버지.
- 머라이어 케리 - 해티 펄 역[15]: 세실의 어머니.
- 테런스 하워드 - 하워드 역[6]
- 에이드리앤 레넉스 - 지나 역[14][16]: 하워드의 아내.
- 야야 다코스타 - 캐럴 해미 역[17]
- 버네사 레드그레이브 - 애너베스 웨스트폴 역[6]
- 클래런스 윌리엄스 3세 - 메이너드 역[14][16]

백악관 동료
- 큐바 구딩 주니어 - 카터 윌슨 역[6][14]
- 레니 크래비츠 - 제임스 홀러웨이 역[6][14]
- 콜먼 도밍고 - 프레디 팰로스 역[14][17]

백악관을 거쳐간 역사 인물
- 로빈 윌리엄스 - 드와이트 D. 아이젠하워 역[6][18]
- 제임스 듀몬트 - 셔먼 애덤스 역[16][19]
- 로버트 애버딘 - 허버트 브라우넬 주니어 역[16]
- 제임스 마즈든 - 존 F. 케네디 역[6][18]
- 밍카 켈리 - 재클린 케네디 역[18]
- 리에브 슈라이버 - 린든 B. 존슨 역[6][18]
- 존 큐색 - 리처드 닉슨 역[6][18]
- 앨릭스 머넷 - H. R. 홀더먼 역[6]
- 콜린 워커 - 존 얼리크먼 역[16][20]
- 앨런 리크먼 - 로널드 레이건 역[6][18]
- 제인 폰다 - 낸시 레이건 역[16]
- 스티븐 라이더 - 스티븐 W. 로숀 역[16]

인권 운동 관련 역사 인물
- 넬슨 엘리스 - 마틴 루서 킹 주니어 역[6][18]
- 제시 윌리엄스 - 인권 운동가 제임스 로슨 역[17]
- 대니 스트롱 - 이 영화의 각본가이며, 자유의 기수 언론인 역으로 출연했다.

멀리사 리오와 올랜도 에릭 스트리트가 각각 메이미 아이젠하워와 버락 오바마 역으로 발탁되었으나 최종 완성본에는 나타나지 않았다.

## 우리말 녹음
KBS 성우진
- 유해무 - 세실 게인스(포리스트 휘터커)
- 안경진 - 글로리아 게인스(오프라 윈프리) / 애너베스 웨스트폴(버네사 레드그레이브)
- 배한성 - 드와이트 아이젠하워(로빈 윌리엄스)
- 설영범 - 로널드 레이건(앨런 리크먼) / 젱킨스(존 P. 퍼티타)
- 박상훈 - 루이스 게인스(데이비드 오옐로워)
- 소연 - 캐럴 해미(야야 다코스타)
- 장승길 - 린든 B. 존슨(리에브 슈라이버)
- 김소형 - 마틴 루서 킹 주니어(넬슨 엘리스)
- 이장원 - 카터 윌슨(큐바 구딩 주니어) / 지미 카터
- 장민혁 - 리처드 닉슨(존 큐색)
- 방우호 - 존 F. 케네디(제임스 마즈든)
- 오인실 - 낸시 레이건(제인 폰다) / 재클린 케네디(밍카 켈리) / 8세 세실(마이클 레이니 주니어)
- 정성훈 - 하워드(테런스 하워드) / 토머스 웨스트폴(앨릭스 페티퍼) / 버락 오바마
- 이제인 - 캐서봄(닐라 고든) / 에이브러햄(러제시 스미스)
- 한복현 - 흑표당(모 맥레이) / 얼 게인스(데이비드 배너) / 15세 세실(어멜 어민)